# TSSヤングドラマセレクション
TSSヤングドラマセレクション（ティーエスエスヤングドラマセレクション）は、テレビ新広島で平日17:00〜17:54(JST)に放送されていた再放送ドラマ枠である。
但しフジテレビのドラマはハイビジョン用とアナログ放送用にテロップの位置を変えているのでTSSではハイビジョン方式のドラマでも標準画質で放送していた（デジタル用とアナログ用を別々に送信する体制が整っていないため、また、アナログ放送での4:3レターボックス放送を回避するためと思われる）。2008年4月より、元々4:3標準画質で制作された番組を除きハイビジョン放送となり、2010年4月からは4:3標準画質で製作された番組は額縁放送となった。